# Sam Vimes
Lord Samuel Vimes es un personaje de ficción de la serie de novelas del Mundodisco, del autor británico Terry Pratchett. Es duque de Ankh y comandante de la guardia de la Ciudad.

## Infancia y antepasados
Samuel Vimes desciende del comandante de la Guardia de la Ciudad Viejo Carapiedra Vimes, que proclamó la república en Ankh-Morpork al ejecutar al último rey, Lorenzo el Bueno, un asesino pederasta. Sin embargo, se puede despreciar a los reyes, pero todo el mundo sabe que no se les debe matar, por lo que la familia Vimes fue desposeída de sus títulos y escudo y Viejo Carapiedra ejecutado. Como resultado de ello, cuando Samuel nació la familia Vimes vivía en la pobreza, en Cockbill Street. Sam, hijo de Thomas Vimes, tuvo una educación básica y formó parte de la banda juvenil de su calle, hasta que a los dieciséis años ingresó en la Guardia Nocturna.

## Evolución
Vimes hizo su primera aparición en la novela ¡Guardias! ¿Guardias?, donde era capitán y único dirigente de la degradada Guardia Nocturna. Alcohólico empedernido, se pasaba la mitad de su turno borracho y el resto intentando que sus dos únicos subordinados, Frederick Colon y Nobby Nobbs no hicieran demasiadas tropelías. Los estamentos dirigentes de la ciudad (principalmente el patricio lord Vetinari) entendían que la Guardia Nocturna estaba un escalón por debajo de la escoria.
Todo cambió con la llegada de Zanahoria, un humano que había sido criado entre enanos y que tenía un sentido del deber inquebrantable. Ante los extraños atentados que estaban produciéndose, Vimes, impulsado por Zanahoria, salió de su alcoholismo y logró dirigir a la Guardia eficientemente hasta descubrir que había una secta que pretendía invocar un dragón para restaurar la monarquía. Sin embargo, el plan de los conspiradores salió bien por el momento.
Vimes fue expulsado por Lupine Wonse, secretario del patricio que tras la caída de este se había puesto al servicio del nuevo rey. Sin embargo, cuando el monarca fue asesinado por un dragón descontrolado que se proclamó nuevo gobernante, Vimes y su Guardia fueron los únicos que se atrevieron a enfrentarse con la bestia. Finalmente, y con la inestimable colaboración de lady Sybil Ramkin (de la que Vimes se enamoraría y casaría) el dragón fue anulado.
Restablecido Vetinari y desbaratada una nueva conspiración monárquica en Hombres de armas, Vimes fue ascendido a comandante de una nueva Guardia que sería el principal apoyo del patricio en los años subsiguientes. Tras Pies de barro, Vimes fue elevado a la nobleza, dignidad que él odia con todas sus fuerzas. Concretamente Vimes fue nombrado duque de Ankh, lo que le convirtió en el segundo hombre más importante de la ciudad. Al final de ¡Voto a Bríos! a su familia le fue devuelto el escudo y el Viejo Carapiedra rehabilitado.
En El quinto elefante Sam Vimes tiene ocasión de resolver otro misterio y desbaratar una conspiración que amenaza la paz en Uberwald, y nos enteramos de que su esposa Sybil está embarazada.
Durante los sucesos de Night Watch (novela) (Ronda de Noche), Sam Vimes sufre, mientras persigue a un asesino, un inesperado viaje en el tiempo, para contemplarse (y ayudarse) a sí mismo cuando comienza como bisoño recluta en la Guardia, viéndose involucrado en ciertos sucesos que desembocaron en una revolución callejera (al estilo de la Comuna de París), y la muerte de uno de los Patricios anteriores a Lord Vetinari. Sam consigue regresar al tiempo actual, a punto para ver nacido a su hijo Sam Jr.
En ""Thud!", traducida como ¡Zas!, Vimes y la guardia tienen que resolver el asesinato del Grag Chafajamones. Dicho asesinato, sucedido en las vísperas del aniversario del valle de Koom, puede suponer el detonante de una nueva guerra entre trolls y enanos. Vimes se ve obligado a desentrañar la aparentemente simple sociedad de los trolls a la vez que lidia con los enanos e intenta evitar un enfrentamiento entre las dos facciones. Eventualmente se ve obligado a viajar al valle del Koom para desentrañar el misterio de la batalla entre enanos y trolls y lo que de verdad pasó en la misma.Así mismo, un extraño ente llamado La oscuridad que invoca, una especie de demonio ancestral intenta poseerlo. Vimes, una vez más, sale airoso de la situación.
En ""Snuff", la última novela de Mundodisco en la que aparece hasta la fecha, Vimes por fin se va de vacaciones a la casa de campo de la familia Ramkin. A regañadientes, Vimes acepta este retiro temporal aunque no tarda en verse implicado en un oscuro crimen que se empeña en resolver a pesar de las trabas que supone no disponer de la ayuda de la guardia de la ciudad. En este libro se descubre que La oscuridad que invoca, aunque derrotada y retenida por la propia oscuridad de Vimes, le ha dejado ciertas secuelas, como la capacidad de ver en la oscuridad o entender la lengua de los trasgos, criaturas muy relevantes en el desarrollo de esta novela.
En ""A todo vapor" aunque no es el protagonista, tiene un papel determinante organizando la defensa del tren a Uberwald, e incorporándose a la expedición. Se ve a un Samuel Vimes ya definitivamente cómodo con su posición.

## Carácter
A pesar de todos los honores adquiridos y de su matrimonio con una de las damas de la más rancia nobleza, Sam Vimes no ha cambiado en lo esencial. Sigue siendo un hombre de la calle, al que le gusta patrullar y resolver los casos él mismo. 
Sin embargo, es sumamente desordenado y de hecho una de las razones que le impulsan a salir a investigar es la cantidad de papeles que, como comandante y supuesto organizador de la Guardia, se acumulan en su mesa; se ha comentado siempre su desorden y falta de atención a la presentación personal (Exceptuando los baños y afeitadas, con las cuales es puntual y minucioso) comentándose que da la impresión de ser desaliñado al punto de poder arrugar incluso su yelmo, cosa que Vimes considera parte de su imagen ya que incluso exige que su armaduras tengan abolladuras y no es extraño que quite los adornos superfluos. 
Su mujer le compra sucesivos des-organizadores, pequeños duendecillos-agenda que nunca funciona, parodias de las PDA. Antiguo alcohólico, su esposa ha conseguido reducirlo al consumo de puros, aunque aun pelea para que deje de usar dragones de pantano como encendedores cuando pierde sus cerillas.
Su personalidad de hombre de clase baja se plantea también en su trato con la nobleza y la oligarquía urbana. No soporta que le traten como un militar, y de hecho se afana en diferenciar la función de un guardia de la de un soldado. Si bien permite que algunos de sus viejo compañeros, como Colon, le llamen “señor”, para todos los demás exige sus títulos completos sólo para fastidiar, porque realmente no le gustan demasiado. Todo ello, sumado a su brutal sinceridad, a su humor incisivo y a su actitud defensora de enanos, trolls y no muertos pone muy nerviosa a la clase alta de la ciudad.
Por otra parte, sabe que él es un agente de la Ley, no del gobernante que toque o en sus propias palabras: "Esto de aquí es una porra, no un garrote". Sin embargo, sigue a Vetinari porque entiende que es el único capaz de mantener la ciudad en equilibrio. Es llamado por la gente El Terrier de Vetinari, apodo que comenzaría como una despectiva burla a su cercanía con el Patricio; sin embargo con el tiempo este apelativo cambiaría su significado bajo la idea de que un terrier es un cazador innato, que acosa incansablemente a su presa y una vez la atrapa es imposible que la suelte, pasando este apodo a ser una referencia a que es el arma más peligrosa de Vetinari a la hora de hacer justicia.